# Орнек (Катон-Карагайский район)
Орнек (каз. Өрнек) — село в Катон-Карагайском районе Восточно-Казахстанской области Казахстана. Входит в состав Белкарагайского сельского округа. Код КАТО — 635447200.

## Население
В 1999 году население села составляло 232 человека (124 мужчины и 108 женщин). По данным переписи 2009 года, в селе проживали 163 человека (92 мужчины и 71 женщина).